# Олкады

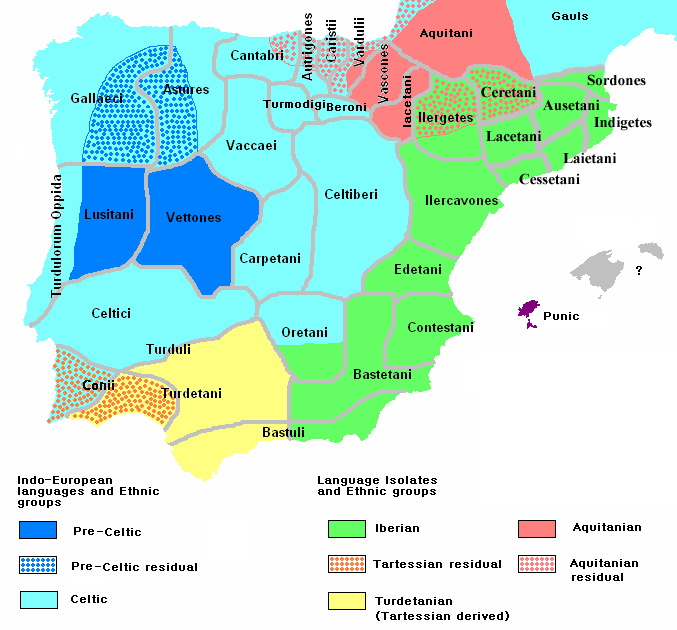
Этнический состав населения Иберии около 200 года до н.э.

Олкады (лат. Olcadi, др.-греч. Ολκάδες ) — одно из доримских племён смешанного кельтиберского происхождения в Тарраконской Испании, жившее предположительно на территории провинции Куэнка на южных склонах Иберийских гор. Упоминания о олкадах есть у Гекатея, Полибия и Тита Ливия.
Гекатей помещал олкадов между реками Тахо и Хукар, Тит Ливий считал их частью могущественного племени карпетанов. 

На западе их соседями были ареваки, на севере — оретаны, на юге — карпетаны, на востоке — эдетаны. Главным их городом была Картала(современный Оргас), которую Полибий называет Альтея (Altea). Важнейших оппидумами олкадов были: Цезада, Сегобрига, Валерия, Лакста и Эркавика.

## История
Во время Второй Пунической Войны в 221 до н. э. Альтея была взята и разграблена войсками Ганнибала. После поражения Карфагена олкады были лояльны Риму, однако в I веке до н. э. по неясным причинам лишились своих земель, которые были поделены между эдетанами и кельтиберами, что в свою очередь привело к их слиянию с последними.